# Regione di Liberec
La regione di Liberec (in ceco Liberecký kraj) è una regione (kraj) della Repubblica Ceca, situata nella parte nord della regione storica della Boemia. Il suo nome è dato dal capoluogo Liberec.

## Distretti
- Distretto di Česká Lípa
- Distretto di Jablonec nad Nisou
- Distretto di Liberec
- Distretto di Semily

## Città
- Česká Lípa
- Frýdlant
- Jablonec nad Nisou
- Liberec
- Semily
- Turnov